# Letteratura erotica

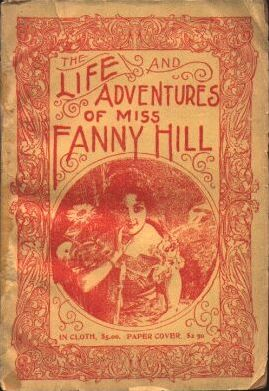
Copertina di un'edizione statunitense del 1910 del romanzo erotico Fanny Hill

Si intende per letteratura erotica uno scritto che abbia come suo argomento principale la trattazione anche esplicita di temi legati alla sessualità e all'amore fisico, attraverso i quali vengono, non di rado, veicolati contenuti filosofici o spirituali. All'interno di questo genere si possono facilmente trovare romanzi, racconti, poesie, opere teatrali, autobiografie e manuali sessuali.
Una caratteristica comune del genere è anche l'espressione, in prosa o poesia, di fantasie sessuali su temi quali possono essere la prostituzione, l'orgia, l'omosessualità e il sadomasochismo, assieme a molti altri argomenti considerati come tabù o che rientrano nell'ambito del feticismo; essi possono venire espressi con linguaggio più o meno allusivo o esplicito. Altri elementi comuni sono la satira e la critica di determinati ordinamenti o regole sociali.
La circolazione della letteratura erotica non era vista come un grave problema prima dell'invenzione della stampa, in quanto i relativamente alti costi di produzione dei singoli manoscritti ne limitavano la distribuzione ad un piccolo gruppo di lettori affezionati e cultori del genere; ma tutto cambiò a partire dalla fine del XV secolo, con un aumento delle restrizioni come la censura e i divieti legali di pubblicazione per motivi di "oscenità". A causa di tali proibizioni, da allora e per i secoli successivi la maggior parte di questo tipo di materiale divenne clandestino e sempre più sovversivo e ribelle.
Molta di questa letteratura è arricchita da stampe di arte erotica che illustrano il testo.
Estremamente difficoltoso è il distinguo tra erotismo e pornografia, ma una distinzione, in letteratura, può essere azzardata definendo l'erotismo un percorso di conoscenza, e la pornografia la ripetizione stereotipata di una meccanica. Un'altra differenza è che nell'erotismo non è obbligatoria la descrizione dell'atto sessuale in sé, ma ci si può limitare anche alla tensione che può portare all'atto sessuale medesimo.

## Erotismo o pornografia?
(Herbert Marcuse, da Eros e civiltà)

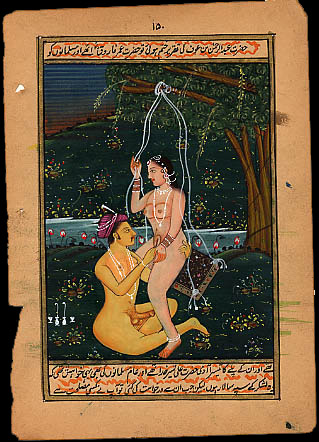
Illustrazione del Kāma Sūtra

A volte può risultare alquanto difficile classificare un libro nella categoria dell'erotico o del pornografico; la soggettività di tale classificazione è importante. Per differenziare la letteratura generale da quella a cui spettano i titoli di erotica o pornografica, possiamo considerare l'effetto dato dalla lettura: il libro produce o no eccitazione sessuale nel lettore? Tale criterio, com'è facilmente comprensibile, è quindi molto variabile da persona a persona, da un'epoca ad un'altra epoca: se gli scritti del Marchese de Sade possono infiammare alcuni, possono benissimo lasciare altri di ghiaccio.
Ma la letteratura non è immune neppure da una "distorsione di significato" da parte del lettore, la biografia di un martire potrebbe benissimo essere letta come un racconto sadomaso; il "manuale segreto dei confessori" del 1864 (che elenca in modo dettagliato tutte le domande di genere sessuale da porre a chi s'appresta al sacramento della penitenza), potrebbe benissimo servire da guida verso i piaceri proibiti.
Dovremmo poi anche cercare di distinguere l'erotica dalla vera e propria pornografia, il testo di un romanzo erotico dovrebbe essere giudicato per le sue qualità letterarie, rispetto ad un'opera esplicitamente porno. Non dimentichiamo inoltre che il giudizio sia della critica che del pubblico si evolve nel tempo: Madame Bovary nel 1857 è stato condannato per offesa alla moralità pubblica alla religione. La pubblicazione di Thérèse Raquin dieci anni dopo ha attaccato al suo autore Émile Zola l'etichetta di pornografo.
Un altro criterio spesso utilizzato per distinguere erotismo da pornografia è la crudezza delle scene rappresentate o le parole di registro osceno utilizzate (scrivere vagina o scrivere figa cambia di molto l'atmosfera generale della narrazione, lo stesso dicasi per pene e cazzo): anche in questo caso però la soggettività del lettore può influenzare notevolmente la ricezione del testo, per cui ciò che risulta volgarmente scioccante e non appropriato per uno non necessariamente lo sarà in egual misura per un altro.
In definitiva, la distinzione tra erotismo e pornografia (tra ciò che può urtare o meno la sensibilità di chi legge) sta tutta nella mente d'ogni lettore.

## Storia

### Poesia

#### Antichità

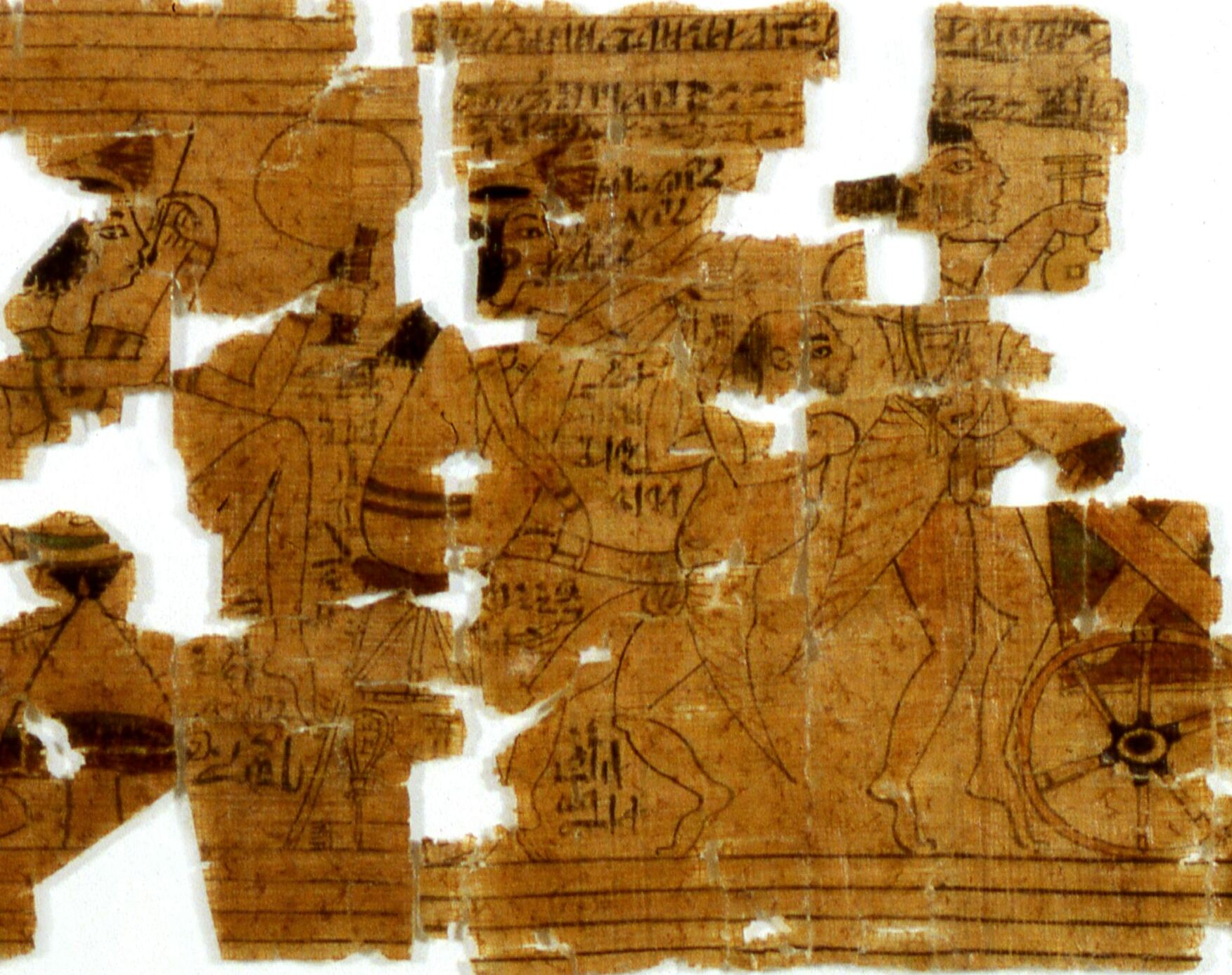
Dettaglio di frammenti del Papiro satirico-erotico conservato al Museo Egizio di Torino. Rappresenta, oltre a vari animali, uomini e donne impegnati in complicate e faticose posizioni di accoppiamento, in modo caricaturale, a scopo satirico-comico. XX dinastia, Nuovo Regno, 1190–1077 a.C.

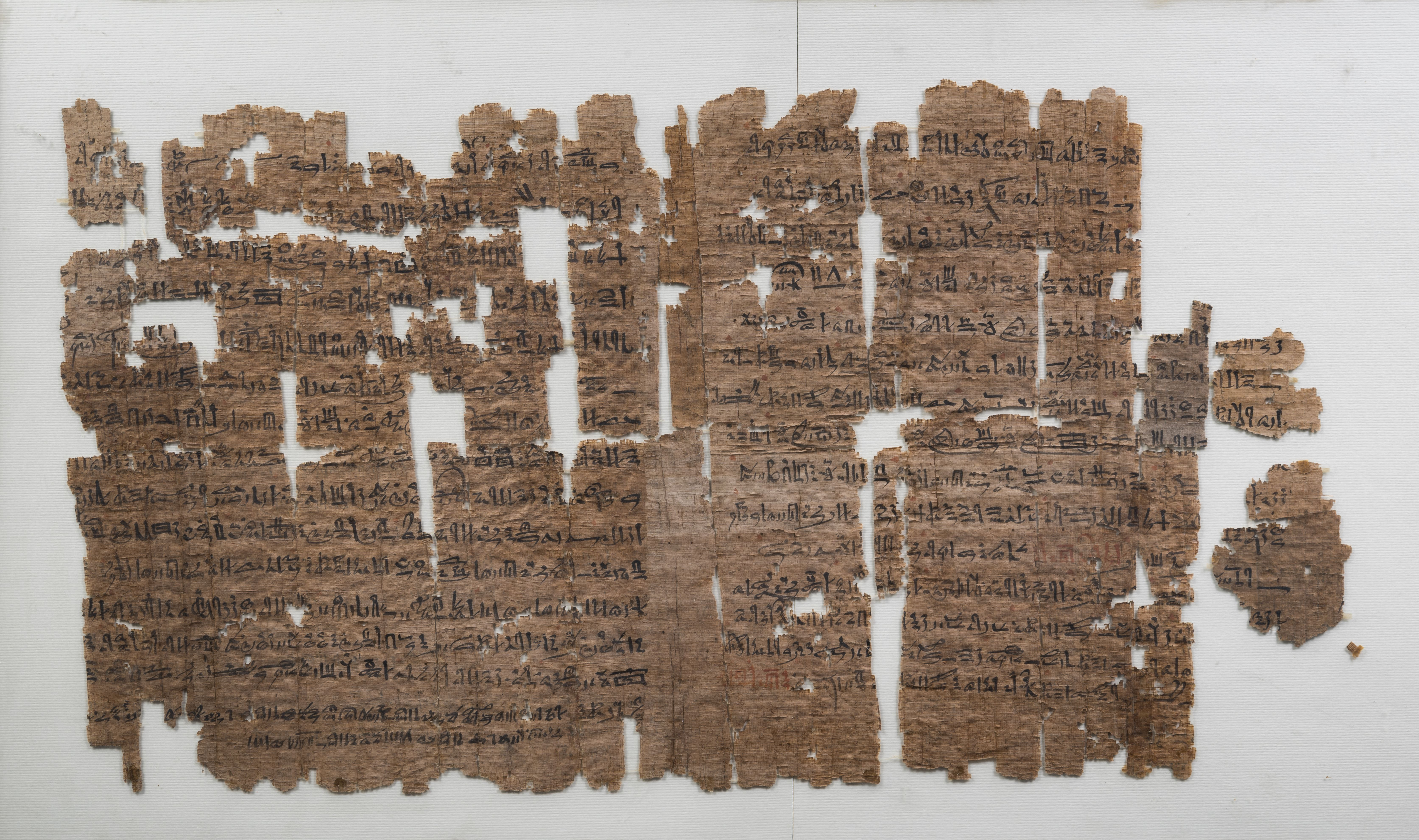
Papiro recante alcune liriche d’amore note come Canti del boschetto sul recto e alcuni testi amministrativi sul verso, cat. 1966, Museo Egizio di Torino.

Già negli scritti antichi si possono rintracciare riferimenti più o meno espliciti alla sessualità e all'amore sensuale. Il primo racconto erotico pervenutoci si può rintracciare nell'Antico Egitto dove l'erotismo era molto sentito: un esempio lampante è il cosiddetto Papiro satirico-erotico di Torino (1190–1077 a.C.), dove immagini esplicite vengono accompagnate dal testo. Sono note anche le liriche amorose egizie, un esempio è la deliziosa Canzone del sicomoro (o Canti del boschetto), nella quale le pratiche erotiche dei protagonisti vengono raccontate dagli alberi del giardino in cui gli amanti si incontrano.
L'erotismo è stato il perno attorno al quale hanno avuto formulazione numerosi miti greci; altri riferimenti sono legati al pathos e alla tragedia greca e si riscontrano sia in Sofocle che in Euripide.
Molte opere nonché frammenti di testi poetici erotici ci sono giunti direttamente dal mondo greco-romano; tra gli autori greci Stratone di Sardi, Saffo (la cui patria, l'isola di Lesbo diede nome al lesbismo) e Filodemo di Gadara; tra i latini Catullo (il quale considera senza mezzi termini la passione sensuale come valore fondamentale dell'uomo), Properzio, Tibullo, Ovidio (celebra l'amore e la sensualità soprattutto con l'Ars amatoria, considerato il "capolavoro della poesia erotica latina".), Marziale e Giovenale e l'anonimo autore dei Priapea. Anche autori di molto successivi hanno continuato a scrivere versi erotici utilizzando la classicità della lingua latina, come ad esempio Johannes Secundus, amico e collega di Erasmo da Rotterdam.

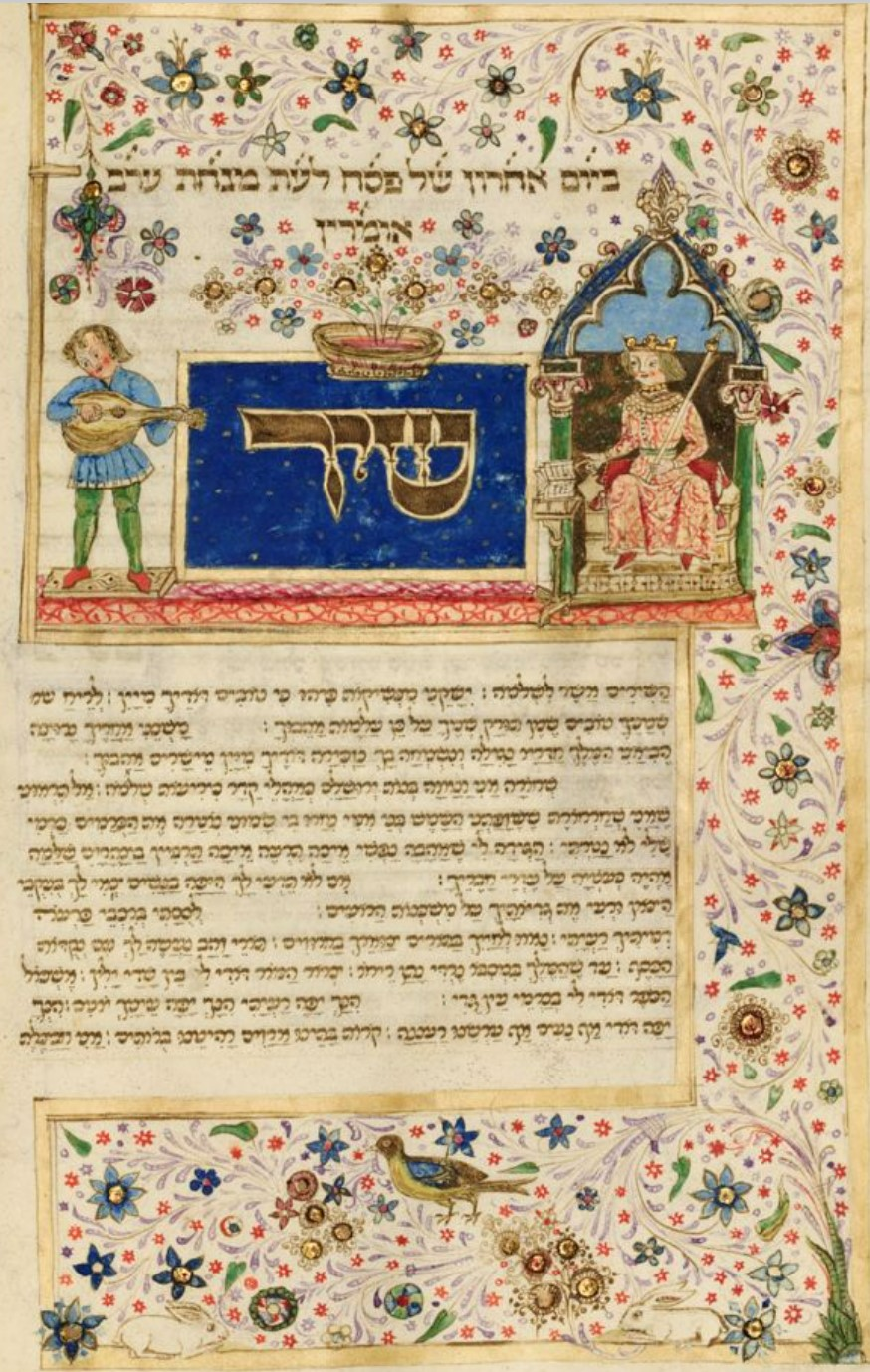
Il Cantico dei Cantici, "poesia erotica" nella Bibbia

Ma una grande parte della letteratura erotica antica e medioevale ha avuto origine anche dalla tradizione orientale, sia in testi di educazione sessuale, veri e propri manuali del sesso, come il Kāma Sūtra e Il giardino profumato, sia in molti racconti tratti dalla raccolta de Le mille e una notte oltre che nelle Rubʿayyāt (quartine) del poeta persiano ʿUmar Khayyām. La tradizione biblica infine contiene il Cantico dei cantici, struggente poemetto d'amore che canta il desiderio dell'amata nei confronti dell'amato.

#### Medioevo e Rinascimento
Il desiderio, l'erotismo e l'amore sono al centro della poesia trobadorica europea e di numerose raccolte di novelle medievali, attraverso metafore più o meno esplicite. Nel periodo rinascimentale molte poesie di argomento amoroso o comunque intrise di sensualità non vennero scritte per la pubblicazione, limitandosi a circolare in forma manoscritta per un pubblico selezionato di lettori; tra questi anche i Sonetti di William Shakespeare (dedicati ad un misterioso "bel ragazzo"), ma anche Venere e Adone e Lo stupro di Lucrezia.
In Italia, oltre ai versi erotici di Pietro Aretino, abbiamo anche la produzione oscena in dialetto veneziano di Giorgio Baffo.

#### XVII-XVIII secolo

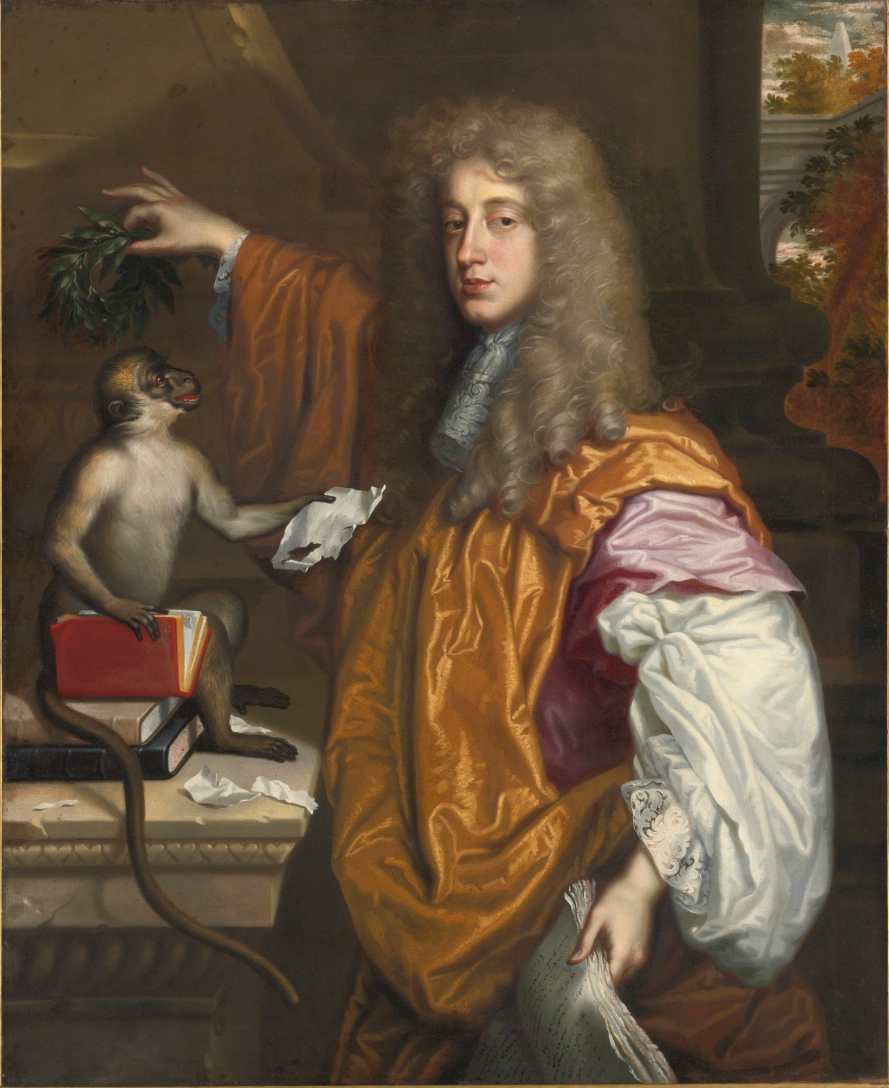
John Wilmot, "il libertino", ritratto di Jacob Huysmans.

Nel XVII secolo John Wilmot (soprannominato "il libertino") era noto per i suoi versi osceni, molti dei quali sono stati pubblicati postumi in antologie e compendi di poesia libertina assieme a quelli di Charles Sedley, Charles Sackville e George Etherege. Anche se molte delle poesie attribuite a Wilmot, conte di Rochester, erano in realtà opera d'altri autori, la sua fama di libertino era tale che ne venne utilizzato il nome per pubblicizzare raccolte anonime di versi erotici dei secoli successivi.
Una delle poesie sicuramente scritte da lui è quella intitolata "A Ramble in St. James's Park" (Passeggiata al St. James's Park) in cui il protagonista assiste a scene di stupro e incesto: questa poesia è stata censurata fino alla metà del XX secolo e viene rappresentata in una scena del film The Libertine basato proprio sulla vita di Wilmot.
Collezioni in lingua inglese di versi erotici composti a più mani sono Wit and Mirth, or Pills to Purge Melancholy (Pillole per eliminare la malinconia), le "Roxburghe Ballads" e "Percy Folio"; poi i tre volumi di "Poetica Erotica" (pubblicati solamente nel 1921) e il suo complementare osceno "Immortalia" (1927), entrambi a cura di TR Smith. Collezioni francesi includono Les Muses gaillardes (1606), Le Cabinet satyrique (1618) e La Parnasse des poetes satyriques (1622).
Una celebre raccolta composta da quattro poesie erotiche è stata pubblicata in Inghilterra nel 1763 col titolo Essay on Woman (Saggio sulla Donna); questo includeva un brano che era parodia oscena di An Essay on Man (Un Saggio sull'Uomo) di Alexander Pope, poi "The Maid's Praye", la "Universal Prayer" ed infine "The Dying Lover to his Prick". Attribuite a John Wilkes, gli costarono una persecuzione giudiziaria.

#### XIX secolo

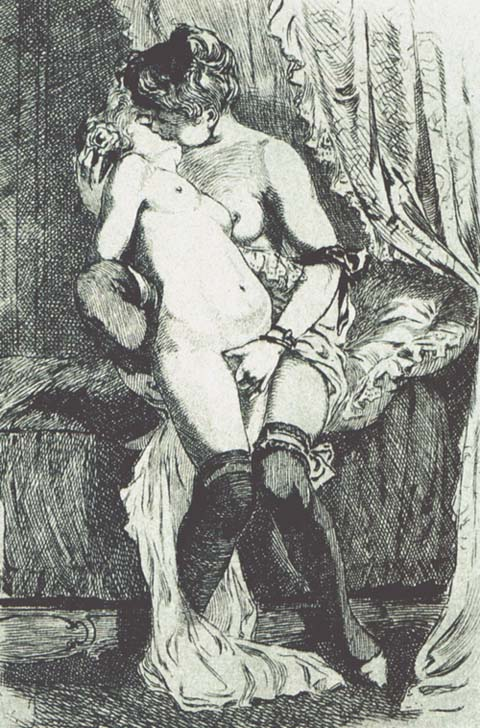
Martin van Maële, illustrazione di uno dei sonetti saffici di Paul Verlaine.

Uno dei poeti più importanti dell'epoca in lingua inglese fu Algernon Swinburne il quale deve gran parte della sua fama al talento nel comporre versetti erotici, tra cui dodici egloghe dedicate al piacere della flagellazione erotica intitolate The Flogging Block; del 1888 sono invece i The Whippingham Papers. Altro famoso poema sullo stesso argomento è The Rodiad, attribuito (ma non si sa quanto seriamente) al drammaturgo George Colman. Un'opera comica sul tema della fustigazione erotica, Lady Bumtickler's Revels, viene pubblicata nel 1872.
Tra le poesie erotiche possiamo certamente includere i versi censurati dalla prima edizione de I fiori del male di Charles Baudelaire; Il pomeriggio di un fauno, egloga di Stéphane Mallarmé del 1876 con illustrazioni di Édouard Manet; i tre sonetti intitolati "Les Stupra" composti da Arthur Rimbaud nel 1871-72; "Les Amies" di Paul Verlaine, cinque sonetti consacrati all'amore tra lesbiche.
Pierre Louÿs, poeta e scrittore francese, nel 1894 è autore de Le canzoni di Bilitis, celebrazione del lesbismo e del risveglio dei sensi da parte di giovani donne. Contribuisce inoltre a creare nel 1891 una rivista letteraria, La Conque, dove pubblica le proprie precoci collezioni di versi erotici, già contrassegnati dallo stile raffinato che lo contraddistingue.

#### XX secolo
Audaci e spesso crudi, nell'indagine del rapporto amoroso, sono gli scritti della poetessa Patrizia Valduga, mentre alternano lirismo a pornografia le lettere e le poesie della praghese Jana Černá.

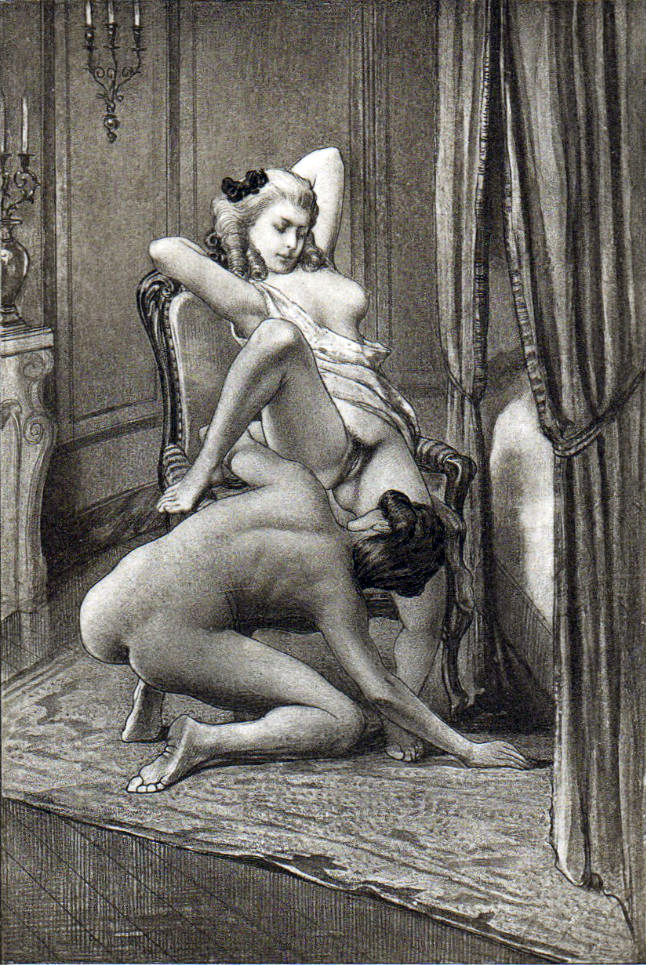
Illustrazione tratta dall'ottavo capitolo di Fanny Hill. Memorie di una donna di piacere.

### Narrativa
Narrativa erotica è il nome che viene dato a quella letteratura in prosa che si occupa di tematiche sessuali, generalmente in un modo più "letterario" rispetto alle pubblicazioni più esplicitamente pornografiche; talvolta con forti elementi di satira e critica sociale. Tali opere sono state spesso vietate dalle autorità governative civili o religiose.

#### Antichità, medioevo, primo periodo moderno
Un posto rilevante tra i classici della letteratura erotica antica spetta sicuramente al Satyricon di Petronio Arbitro.
Del periodo medioevale abbiamo il Decameron di Giovanni Boccaccio: esso presenta storie di lussuria di monaci e seduzione di suore nei conventi. Il valore artistico dell'opera ne ha permesso nonostante tutto la circolazione anche in epoche in cui si avanzavano forti riserve critiche sul contenuto; vietato in molti paesi, ancora cinque secoli dopo la sua prima pubblicazione ha subito sequestri da parte delle autorità giudiziarie statunitensi e britanniche e ordini di distruzione del libro sono stati fatti negli anni cinquanta del XX secolo nel Regno Unito.
Nel XV secolo la narrativa erotica italiana si arricchisce con la serie di racconti popolari osceni intitolati  Facetiae di Poggio Bracciolini. Historia de duobus amantibus (Storia dei due amanti) scritto direttamente in lingua latina da Enea Silvio Piccolomini (futuro papa Pio II) è stato uno dei libri più venduto del suo tempo: si tratta di uno dei primi esempi di romanzo epistolare, pieno di immagini erotiche.
Il XVI secolo è contraddistinto dall'Heptaméron della regina Margherita di Navarra ed ispirato all'opera narrativa boccaccesca e I Modi (conosciuto anche come "Le sedici posizioni"), un manuale sessuale ante litteram raffigurante le varie posizioni sessuali migliori da assumere durante il rapporto sessuale con l'aggiunta di sonetti osceni di Pietro Aretino, uno degli autori rinascimentali più noti.
L'Aretino scrisse, oltre ai Sonetti lussuriosi e dubbi amorosi, anche tutta una serie di "dialoghi puttaneschi" intitolati Ragionamenti in cui la vita sessuale di mogli, puttane e suore viene messa a confronto e contrapposta. Opere successive dello stesso genere includono La retorica delle puttane (1642) di Ferrante Pallavicino, L'Ecole des Filles (1655, La scuola per le ragazze) attribuito a Michel Millot e Jean L'Ange, e The Dialogues of Luisa Sigea (1660) di Nicolas Chorier.
Tali opere riguardano tipicamente l'educazione sessuale da impartire alle ragazzine ingenue da parte di donne più mature ed esperte: discettazioni filosofiche, forte satira sociale e estremo anticlericalismo sono alcuni tra i caratteri spesso inclusi nella narrazione.
Opera unica nel suo genere di quest'epoca è Sodom, or the Quintessence of Debauchery (1684), prima opera teatrale a sfondo pornografico nella storia della letteratura, ispirato alla figura del libertino John Wilmot, secondo conte di Rochester
Poi Luigi Tansillo (Il vendemmiatore); mentre espliciti riferimenti sessuali possono trovarsi nella produzione teatrale di Angelo Beolco, detto Ruzzante. Si ricorda poi la commedia di anonimo veneziano del XVI secolo La Venexiana, scritta in lingua veneta, la stessa lingua utilizzata nelle sue poesie erotiche da Giorgio Baffo.

#### XVIII secolo

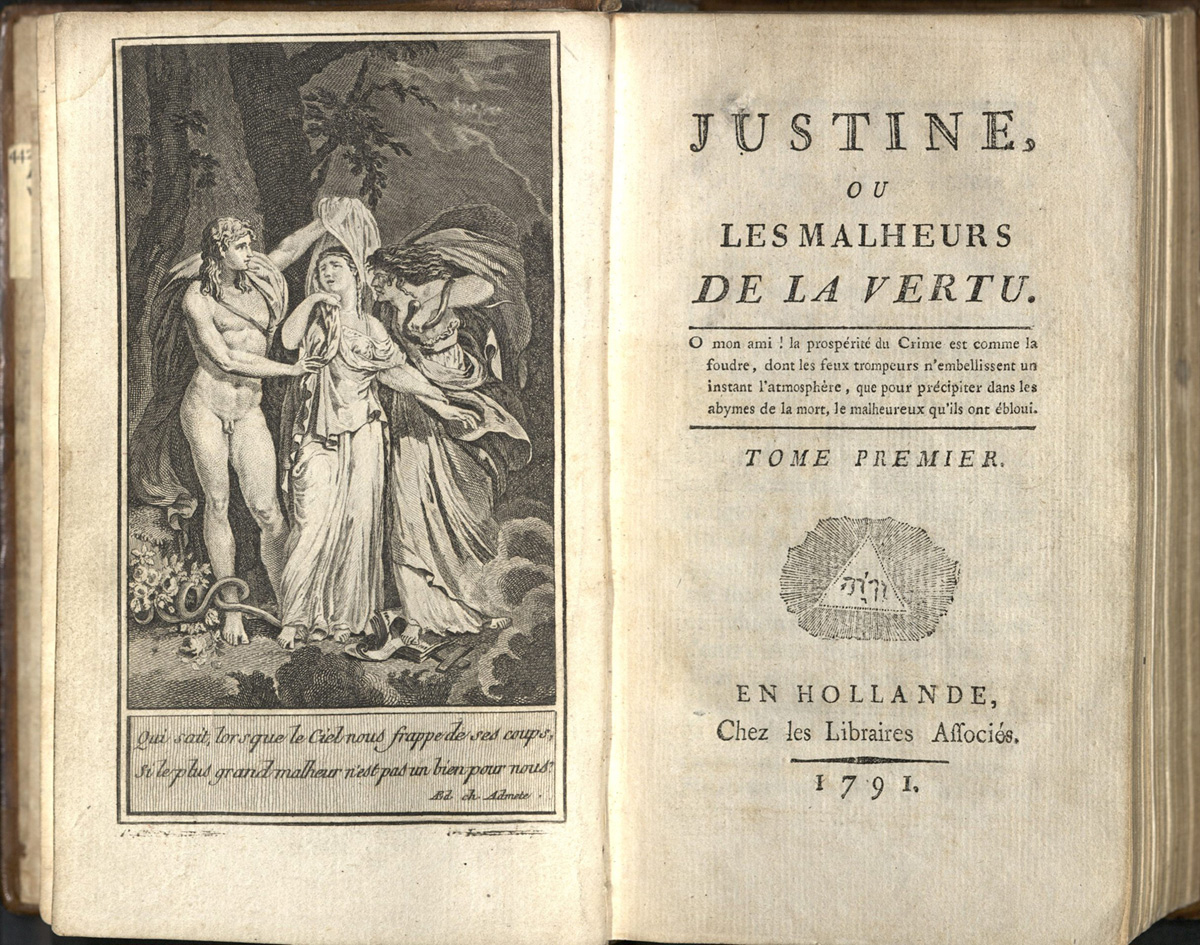
Justine o le disavventure della virtù.

Uno dei pionieri della pubblicazione di opere erotiche in Inghilterra fu Edmund Curll. Lo sviluppo del genere romanzo nel XVIII secolo ha fornito nuovi mezzi per l'espressione dell'erotismo; uno dei più famosi fu Fanny Hill. Memorie di una donna di piacere di John Cleland. Ma anche gli scrittori francesi hanno iniziato in questo secolo ad occuparsi di letteratura erotica, culmine di questa tendenza è rappresentato dal filosofo illuminista Denis Diderot con il suo I gioielli indiscreti: si narra di come un anello magico venga impiegato per ottenere preziose informazioni dalla vagina delle donne, l'organo sessuale femminile inizia così a parlare rendendo conto delle proprie storie ed esperienze intime avute.
Altre opere di erotica francese di questo periodo comprendono Thérèse philosophe che descrive l'iniziazione di una ragazza ai segreti della filosofia e del sesso grazie all'opera di un vecchio prete gesuita, The Lifted Curtain (o Laura's Education) sull'iniziazione sessuale di una ragazza da parte del padre, scritto dal politico rivoluzionario aristocratico Honoré Gabriel Riqueti de Mirabeau (ma la cui paternità è oggi fortemente contestata); infine Le relazioni pericolose di Pierre Choderlos de Laclos.
Alla fine del '700 l'imponente Opere e poetica di Donatien-Alphonse-François de Sade, meglio noto come Marchese de Sade e soprannominato dai suoi estimatori "Divin marchese", è stata esemplare per quanto riguarda il tema del sadomasochismo ed influenzando in seguito la maggior parte del Sadomasochismo nella fiction: mediante i suoi scritti dal carattere fortemente esplicito, ha veicolato un razionalismo radicale e nichilistica, fino al punto da prestare il proprio nome per indicare il sadismo.
Al genere erotico appartengono le memorie di Giacomo Casanova. A cavallo tra Settecento e Ottocento, tra gli autori licenziosi si annoverano i siciliani Giovanni Meli, Domenico Tempio e Giuseppe Marco Calvino.

#### XIX secolo
In epoca vittoriana la qualità della narrativa erotica si dimostra essere di molto inferiore a quella del secolo precedente, tuttavia alcune delle sue opere prendono spunto da modelli letterari consolidati, primo fra tutti Charles Dickens; è inoltre caratterizzata da una curiosa forma di stratificazione sociale. Vengono scrupolosamente osservate le distinzioni sociali tra padrone e servo, ed elementi significativi di sadomasochismo sono presenti nella stessa società civile, dove caning e paddling sono abitualmente usati come forma di punizione corporale, sia in casa che a scuola.
Innumerevoli sono le opere riguardanti la flagellazione che nascono in questo periodo, e che riflettono in gran parte l'influenza dell'educazione di stampo anglosassone (questa è l'epoca in cui il piacere di farsi frustare viene denominato "vizio inglese"), spesso anonime o scritte sotto pseudonimo e pubblicate clandestinamente, talvolta non datate: da The Lustful Turk (1828) a The Romance of Lust (1873) a The Convent School, or Early Experiences of A Young Flagellant (1876); poi The Mysteries of Verbena House (1882), passando per i veri e propri romanzi erotici di  The Autobiography of a Flea (1887) e Venus in India (1889) scritto da un certo capitano "Charles Devereaux". Flossie, a Venus of Fifteen: By one who knew this Charming Goddess and worshipped at her shrine (1897) e My Lustful Adventures di "Ramrod" completano il quadro.
Notevoli opere europee di erotica in questo momento sono Gamiani del francese Alfred de Musset e Venere in pelliccia dell'austriaco Leopold von Sacher-Masoch ; quest'ultimo ha portato per la prima volta all'attenzione generale il fenomeno del masochismo il quale proprio da lui prende il nome. A partire dal 1888 compare La mia vita segreta, opera di un "anonimo vittoriano".
Verso la fine del secolo una forma più colta di erotismo cominciò ad apparire grazie alle opere pornografiche del poeta inglese Algernon Swinburne il quale segue i temi del paganesimo, del lesbismo e del sadomasochismo ad esempio in Lesbia Brandon. Un lavoro pionieristico sull'erotica omosessuale maschile è The Sins of the Cities of the Plain (I peccati delle città della pianura, 1881) che presenta il celebre duo di travestiti dell'epoca Boulton e Park, e Teleny (1893, attribuito, tra gli altri, anche a Oscar Wilde).

#### XX secolo

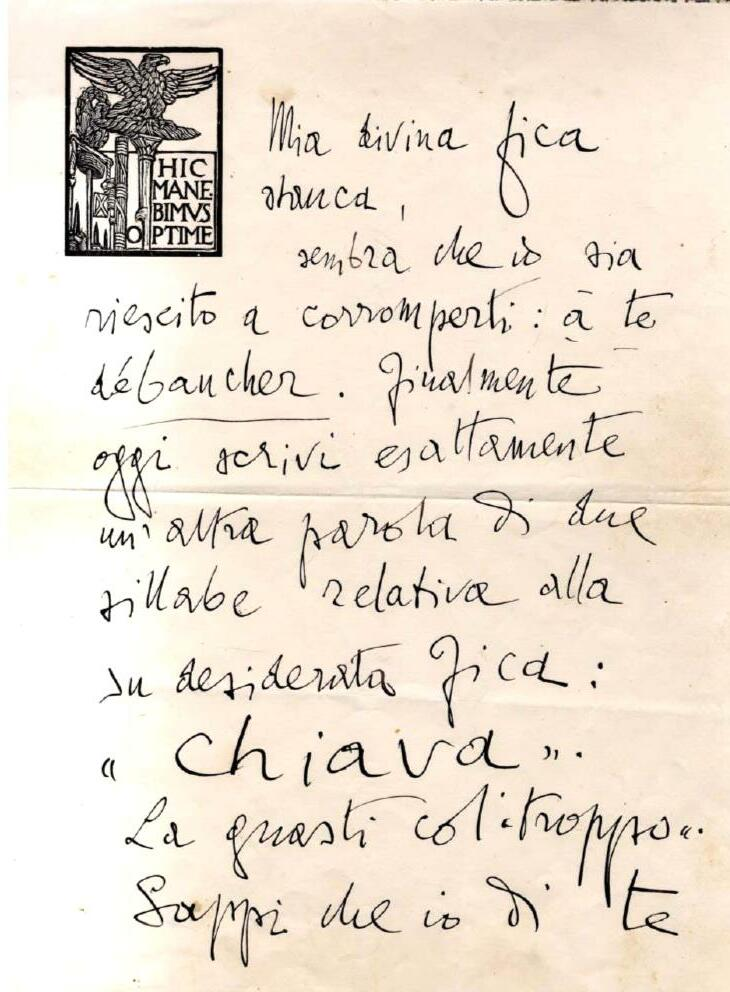
Corrispondenza erotica di Gabriele D'Annunzio con Evelina Morasso

Tra Ottocento e Novecento la letteratura erotica e quella pornografica ebbero grande successo, mescolandosi alla nuova letteratura femminile. Autori e autrici di tutto il mondo dedicarono pagine e pagine alla descrizione del desiderio e degli amplessi: da Sidonie-Gabrielle Colette a David Herbert Lawrence, passando per Henry Miller e Gabriele D'Annunzio, per il quale il piacere fisico diviene una estetica in tutta la sua opera.
Il maggiore esponente della letteratura erotica nipponica tra Ottocento e Novecento è Tanizaki Jun'ichirō, autore di grande prestigio e raffinatezza che ha posto al centro della sua produzione il feticismo del piede.
Josefine Mutzenbacher del 1906 e ' attribuito a Felix Salten, Le undicimila verghe (1907) e Le prodezze di un giovane Don Giovanni (1911) del poeta francese Guillaume Apollinaire, Confessione sessuale (1912), il Piccolo galateo erotico per fanciulle (: ad uso degli istituti di educazione) e Figlie di tanta madre di Pierre Louÿs, Le con d'Irene di Louis Aragon, Storia dell'occhio (1928), L'abate C. e Ma mère di Georges Bataille. Del 1924 è il saggio di André Gide intitolato Corydon dedicato alla pederastia.
Histoire d'O di Dominique Aury con lo pseudonimo di "Pauline Réage" e Emmanuelle di Emmanuelle Arsan (l'ex-attrice tailandese, nome usato come pseudonimo dal marito diplomatico autore del libro): entrambi i libri porteranno la letteratura erotica definitivamente dall'essere genere di nicchia a genere popolare, grazie anche alle fortunate trasposizioni cinematografiche.
Vladimir Nabokov con il suo romanzo Lolita è considerato uno dei maggiori autori di letteratura erotica di tutti i tempi.
I Diari (1966), Il delta di Venere e Uccellini di Anaïs Nin. Allo stesso modo di O ed Emmanuelle, Marguerite Duras con la trasposizione cinematografica del suo L'amante, ha trovato nuova fama tra il pubblico più giovane.
In anni recenti grande successo ha avuto Almudena Grandes con il romanzo Le età di Lulù, mentre alla rielaborazione del genere erotico in Italia, grande parte ha avuto Una Chi, pseudonimo di Bruna Bianchi, che indaga i rapporti di potere tra i sessi.